# Claude Barzotti
Pour les articles homonymes, voir Barzotti.
Pour l'écrivain, voir Claude Barsotti.
Claude Barzotti, nom de scène de Francesco Barzotti, né le 23 juillet 1953 à Châtelineau (province de Hainaut) et mort le 24 juin 2023 à Court-Saint-Étienne (province du Brabant), est un auteur-compositeur-interprète belgo-italien.
Il passe la majeure partie de son enfance près de Pesaro sur la côte adriatique, avant de s’installer dans son pays natal, la Belgique. Sa carrière de chanteur est surtout marquée par les succès Madame, Le Rital et Je ne t'écrirai plus dans les années 1980, ou Aime-moi en 1990.
Entre 2008 et 2020, il fait partie des artistes des tournées et croisières Âge tendre.

## Biographie

### Famille et enfance
Né le 23 juillet 1953 au sein d'une famille italienne. Son père s'appelle Antonio et sa mère Anna. Il a un frère Alessandro, 14 mois plus âgé que lui et qui travaillera plus tard comme comptable à Milan. Claude Barzotti grandit en Italie à Caiserra, petit hameau des Apennins, sur les hauteurs de Cantiano. Dès l'âge de 6 ans, il apprend l'accordéon, la guitare et prend des cours de solfège. À 9 ans, il s'installe définitivement en Belgique.
Sur ses nombreux lieux de vie durant son enfance, il se remémore en 2010 : « Mes parents étaient un peu des nomades. Ils sont passés par la Suisse, mais mon frère et moi on a été éjectés parce que nous n’avions pas de contrat de travail ! C’est difficile d’en avoir un à deux ans et demi, mais bon… Mes parents ont été obligés de nous ramener en Italie, où nous avons vécu avec mon grand-père. J’ai fait ma première année primaire en Italie. Puis mes parents sont partis s’installer au Luxembourg, à Diekirch. Là, j’ai fait mes deuxième et troisième primaires, puis je suis revenu définitivement en 1963 en Belgique, à Court-Saint-Étienne »

### Santé
L'étroitesse d'un uretère ayant provoqué des infections urinaires, et endommagé ses reins, a nécessité l'ablation d'un rein qu'il subit en 1975.

### Carrière
Claude Barzotti commence sa carrière dans les bals du samedi soir avec un orchestre, à 45 km de chez lui. À ses débuts dans la chanson, il a aussi été à côté, professeur de musique, maçon, mécanicien de vélo. Sur son titre Madame, il confie : « je l'ai écrit à 20 ans alors que j'étais mécanicien. Je parle d'une femme de la quarantaine que j'avais vue durant ma pause. Je n'avais pas osé l'aborder ». À 22 ans, il est directeur artistique chez les Disques Vogue.
En 1981, Claude Barzotti réenregistre Madame, dont il avait fait une première version en 1975, et qui se vend à plus de 200 000 exemplaires dans le courant de l'année 1983.
En 1983, la chanson Le Rital lui vaut son plus grand tube (no 1 en France), et le titre du morceau devient son sobriquet. En décembre 1985, il déclare au sujet de ce tube : « J'ai été directeur artistique dans une maison de disque ; à chaque réunion, le patron me disait : « Tu as un seul défaut, t'es Rital ! », ça m'a donné l'idée d'écrire ce que c'est d'être enfant et de se faire traiter des noms habituels qu'on donne aux Italiens. Non, je ne suis pas déraciné, les Italiens sont maintenant complétement intégrés. Les Arabes ont pris leur place. Cette chanson a du reste déclenché un volumineux courrier de travailleurs étrangers, d'émigrés. J'ai l'impression qu'avec ce succès, le mot « Rital » a perdu son sens péjoratif ».
La chanson Je ne t'écrirai plus, sortie également en 1983, connaît aussi un immense succès. L'année suivante le 45 tours est certifié « disque d'or » pour plus de 500 000 exemplaires vendus. En 1984, il écrit pour Dalida la chanson La pensione bianca.
Claude Barzotti est l'un des interprètes de la chanson caritative On a toujours quelqu'un avec soi, sortie en 1993, au bénéfice du Télévie, aux côtés d'Axelle Red, Benny B, Nathalie Pâque, Frank Michael, le Grand Jojo, Jeff Bodart, Muriel Dacq, Philippe Swan, Sandra Kim, etc..
En 1993, il compose la musique de la chanson Nous, on veut des violons, sur des paroles d'Anne-Marie Gaspard et interprétée par Morgane. Le 8 mars, le titre est sélectionné, lors d'une finale nationale télévisée, pour représenter la Belgique au Concours Eurovision de la chanson 1993. Le 9 mai, au terme du Concours Eurovision à Malmö en Suède, la Belgique se classe vingtième sur les vingt-trois pays participants.
À la rentrée 1998 sur RTL-TVI, il est juré du concours de chanteurs amateurs Stars ce soir aux côtés de Marie-Christine Maillard et Sophie Favier.
Claude Barzotti est aussi l'auteur d'un titre écrit en 1999 et non publié, La France est aux Français, écrit à l'origine pour sa comédie musicale Les Nouveaux Nomades, qui n'a pas été montée. En 2006, la chanson créera une certaine polémique ; des personnes ignorant le contexte de la chanson y ayant vu les opinions de Claude Barzotti lui-même et non du personnage qu'il interprète.
En 2004, il fait son retour en France avec un Best of, après avoir repris en 2003, un standard italien Vado Via sur la compilation Ses plus grands succés. Deux chansons (Le Rital et Madame) figurent dans la bande son du film Camping.
Il participe aux saisons 3, 4 et 5 de la tournée Âge tendre et têtes de bois de 2008 à 2011, ainsi qu'à la croisière Âge tendre en décembre de la même année.
Il se produit à l'Olympia à Paris les 19 et 20 janvier 2009 avec le spectacle Je reviens d'un voyage, dont est tiré un album live au printemps 2009. Il participe au « Zénith de la solidarité » le 20 février 2011 au Zénith de Lille.
En juin 2015, il sort l'album Le temps qui passe, et continue d'enchaîner les galas et concerts. En décembre 2017, il participe à la croisière Âge tendre. En 2019, il sort son dernier album, Un homme.
De janvier à avril 2020, il participe à la tournée Âge tendre, la tournée des idoles.
En décembre 2020, il annonce qu'il met un terme à sa carrière en raison de graves problèmes de santé,.

### Vie privée
Claude Barzotti est père de deux filles, Vanessa, née en 1974 et Sarah, née en 1990. Il est membre du club de tennis de table « la Palette Stéphanoise » lorsque le club n'en était encore qu'à ses balbutiements. En 1974, il est membre de la première équipe du club à être championne de sa division. Quarante ans plus tard, il est toujours sponsor du club, bien qu'il ne participe plus à ses activités.

### Mort
Claude Barzotti meurt le 24 juin 2023 chez lui à Court-Saint-Étienne, en Wallonie (Belgique), des suites d'un cancer du pancréas, à l'âge de 69 ans. Il est inhumé au cimetière de la même ville.

## Distinctions
- Officier de l'ordre de Léopold II (2005)[24]

## Discographie

### Albums studio
- 1982 : Souvent je pense à vous, Madame
- 1983 : Le Rital
- 1984 : Beau, j's'rai jamais beau
- 1986 : C'est moi qui pars…
- 1987 : J'ai les bleus
- 1989 : De corps à coeur[25]
- 1990 : Aime-moi
- 1991 : Douce
- 1991 : Amami
- 1992 : Pour elles
- 1993 : Chante en italien
- 1993 : Chante Noël
- 1996 : Je t'apprendrai l'amour
- 1998 : Émotions
- 2003 : Ancora
- 2012 : Une autre vie
- 2013 : Re-chante Noël
- 2014 : Souvenir d'Italie
- 2015 : Le temps qui passe (dont « Algérie »)
- 2019 : Un homme

### Compilations
- 1979 : Madame (best-of de ses premiers 45 tours)
- 1983 : L'Amour, Madame
- 1992 :  Madame (série Plein succès) [26]
- 1995 : Je vous aime[27]
- 1996 : Les originaux [28]
- 1998 : Gold [29]
- 2002 : Le Rital (compilation) [30]
- 2003 : Ses plus grands succés (inclus la chanson Vado via)[18]
- 2004 : Best of [31]

### Singles
Label Vogue
- 1970 : Vous mes amis / Abandon (son tout premier 45 tours sous le nom de Franco Angeli)
- 1973 : C'est en rêvant (sous le nom de Francesco Barzotti) / Je voudrais (sous le nom de Claude Barzotti)
- 1973 : Ce grand amour / Papillon du soir
- 1973 : Se non vuoi / Ma se incontri me
- 1973 : Je voudrais / C'est en rêvant
- 1973 : Je n'ai pas oublié / Je pense à toi (sous le nom de Claude Barzotti)
- 1974 : On se reverra cet été / Je voudrais te dire
- 1975 : Madame / Mary, Mary
- 1975 : Je ne veux pas mourir d'amour / Les anges n'ont pas de paradis
- 1976 : Elle / Elle était belle
- 1977 : Tout va bien, tout va mal / Amore mio
- 1978 : Le Parc interdit / Muriel (hommage à Claude François)
- 1979 : Le Pauvre Vieux / Il Vecchietto
- 1980 : Et je t'attends / À ma façon à ma manière
- 1983 : Je t'aime / Mais... Marie est venue

Label Déesse
- 1982 : Madame
- 1983 : Le Rital
- 1983 : Mi devi prender cosi
- 1984 : Je ne t'écrirai plus
- 1984 : Beau, j's'rai jamais beau
- 1985 : Prends bien soin d'elle
- 1985 : Parrain (Oh! Mamma)
- 1986 : C'est moi qui pars..
- 1986 : J'ai les bleus
- 1987 : La Maison d'Irlande
- 1987 : Et tu grandis

Labels Sony, Zone Music et RM
- 1988 : Elle me tue
- 1989 : Chansons d'enfance
- 1990 : Aime-moi
- 1991 : Ma femme
- 1991 : Mais quel amour
- 1992 : Mais où est la musique
- 1992 : Un homme pense à toi
- 1993 : Vento
- 1994 : Prends-moi comme je suis
- 1995 : Noël avec Claude Barzotti
- 1996 : Ça pleure aussi un homme
- 2003 : Si ça c'est pas d'l'amour
- 2003 : Vado via
- 2007 : Jada
- 2016 : Latin Lover (avec Herbert Léonard et Jean-Jacques Lafon)